# Questa è la vita (film 1915)
Questa è la vita (This Is the Life) è un cortometraggio muto del 1915 diretto da William Bertram e prodotto dalla Mustang. È il terzo film della serie Buck Parvin in the Movies; preceduto da Buck's Lady Friend e seguito da Film Tempo.

## Produzione
Il film fu prodotto dall'American Film Manufacturing Company (con il nome Mustang).

## Distribuzione
Distribuito dalla Mutual, il film - un cortometraggio della durata di 30 minuti - uscì nelle sale cinematografiche statunitensi il 13 novembre 1915.